# Aphelacaridae
Aphelacaridae zijn  een familie van mijten. Bij de familie zijn drie geslachten met vier soorten ingedeeld.